# Lerum (gemeente)
Lerum is een Zweedse gemeente in Västergötland. De gemeente behoort tot de provincie Västra Götalands län. Ze heeft een totale oppervlakte van 310,2 km² en telde 36.224 inwoners in 2004.

## Plaatsen

### Tätorter
- Lerum (plaats)
- Floda
- Gråbo
- Olstorp
- Sjövik
- Tollered
- Björboholm
- Öxeryd
- Norsesund
- Stamsjö

### Småorter
- Alsjön
- Sandkullen en Sågarehagen
- Aggetorp
- Lindskogen
- Slätthult (oostelijk deel)
- Lugnvi
- Stannum (Lerum)
- Tolsjöhult
- Hallsåsåsen (zuidelijk deel)
- Skallsjö
- Lunden en Hoppet
- Ytterstad